# Dagiberto
Dagiberto (Pavia, ... – Novara, luglio 940) è stato un vescovo italiano.
Ebbe il soprannome di il Pio.

## Biografia
Dagiberto nacque in data sconosciuta, a Pavia, figlio di Guasperto, uomo di stirpe longobarda.
Intrapresa la carriera ecclesiastica, nell'899 venne nominato suddiacono della Chiesa di Pavia.
Nel maggio del 902 fu eletto vescovo di Novara quando donò alcuni suoi beni al capitolo della cattedrale.
Successivamente ricevette da Berengario I, il 17 novembre 919, il diritto di tenere mercati in Novara e Gozzano.
Morì a Novara nel luglio del 940.